# Perunasaari (ö i Birkaland)
Perunasaari är en ö i Finland. Den ligger i sjön Längelmävesi och i kommunen Orivesi i den ekonomiska regionen Tammerfors och landskapet Birkaland, i den södra delen av landet, 150 km norr om huvudstaden Helsingfors. Öns area är 1,4 hektar och dess största längd är 230 meter i sydöst-nordvästlig riktning.